# Hesperoptenus doriae
Hesperoptenus doriae es una especie de murciélago de la familia Vespertilionidae.

## Distribución geográfica
Es endémica de Malasia, que es conocida solo el holotipo Sarawak (Borneo), y un solo espécimen Selandor en la  Península de Malaca.

## Estado de conservación
Se encuentra amenazada de extinción por la pérdida de su hábitat natural.